# Кухарчук Дмитро Васильович
Дмитро Васильович Кухарчук (нар. 4 червня 1990, Вінниця) — український політик, громадський діяч, учасник війни на сході України, член Вищої ради політичної партії Національний корпус, затримувався у т. зв. справі черкаських ветеранів, командир 2-го штурмового батальйону 3 ОШБр.

## Життєпис
Народився 4 червня 1990 року у Вінниці.
Закінчив Черкаський національний університет імені Богдана Хмельницького, здобув ступінь бакалавра філософії. Згодом працював журналістом-фрілансером. На межі 2000-х і 2010-х активно брав участь у діяльності руху Ультрас в Черкасах.
Активний учасник Революції Гідності, брав участь у штурмі Черкаської облдержадміністрації та протистоянні на вулиці Грушевського в Києві.
Навесні 2014 року став добровольцем батальйону «Азов». Брав участь у бойових діях на сході України, зокрема у визволенні Мар'їнки, Іловайській та Широкинській операціях.
У 2023 не зважаючи на участь в бойових діях отримав диплом магістра філософії в Черкаському національному університеті імені Богдана Хмельницького.

## Політична діяльність
З 2016 року є членом Вищої Ради політичної партії Національний корпус, очолює Черкаський обласний осередок партії. Працював помічником на громадських засадах народного депутата Верховної Ради 8 скликання Андрія Білецького.
У січні 2018 року був організатором блокування трибуни на сесії Черкаської міськради, яка 4 рази поспіль не могла ухвалити бюджет. В результаті блокування відбувся значний медійний резонанс і бюджет був ухвалений
У 2019 році балотувався до Верховної Ради 9 скликання як самовисуванець та член партії «Національний корпус» по 194 округу.
У березні 2019 року брав участь в акціях «Національного корпусу» проти президента Порошенка (відома також як «кампанія проти свинарчуків»). Був організатором і безпосереднім учасником блокування президентського кортежу в Черкасах. В ході акції Кухарчук був затриманий..
У листопаді 2019 року зробив скандальну заяву про здачу інтересів держави «Соросу та Ротшильдам».
25 вересня 2020 року був зареєстрований ТВК як кандидат на посаду Черкаського міського голови від партії «Національний корпус». Під час виборчих перегонів використовував гасло «Той, хто вигнав Пороха!» і в результаті виборів посів третє місце.

## Затримання
14 серпня 2021 року брав участь в акції протесту Національного корпусу на вулиці Банковій, під час якої відбувалися сутички з поліцією. Проти найактивніших учасників тих подій (серед яких був і Дмитро Кухарчук) було порушено кримінальну справу (так звана «справа черкаських ветеранів»).
30 серпня 2021 року Печерський районний суд міста Києва ухвалив тримання під вартою (без застави) в якості запобіжного заходу для Дмитра Кухарчука та Олега Довбиша (також ветерана полку «Азов», лідера черкаського руху Ультрас)
Незадовго до цього під Печерським відділком поліції Дмитро Кухарчук публічно перерізав собі вени на руці на знак протесту через «переслідування ветеранів»..
Національний корпус називає затримання «черкаських ветеранів» політичними репресіями проти своєї політичної сили.
У вересні 2021 року, перебуваючи в слідчому ізоляторі, став кандидатом в народні депутати по 197 округу в Черкаській області.

## Військова діяльність
Навесні 2014 року став добровольцем батальйону «Азов». Брав участь у бойових діях на сході України, зокрема у визволенні Мар'їнки, Іловайській та Широкинській операціях.
На початку повномасштабного вторгнення стояв на обороні Київщини, став командиром батальйону у підрозділі ССО «Азов» Київ. Успішно провів обороні дії разом з 72-ю бригадою, та виконав задачу по утриманню смуги. Згодом взяв участь у Запорізькій кампанії.
Восени 2022 року посів посаду командира 2-го штурмового батальйону 3 ОШБр.
У період з січня по квітень 2023 року його батальйон тримав оборону на Бахмутському напрямку та стабілізував фронт на південному фланзі від Бахмута.
У травні 2023 року 2-ий штурмовий батальйон під командуванням Кухарчука розпочав контрнаступ Збройних Сил України на Бахмутському напрямку. За 5 місяців було проведено успішні операції на каналі Сіверський-Донець, відбулась деокупація н.п. Андріївка.
Загалом за час контрнаступу 3 ОШБр звільнила 26 км2.
Після цього була підготовка до проведення операції на Авдіївському напрямку, а саме в місті Авдіївка, де силами його батальйону було знищено велику кількість ворогів. Його 2-й штурмовий батальйон вів запеклі бої в напівоточенні, відрізаний від інших підрозділів майже на всіх флангах, але попри це забезпечував вихід українських військ з міста.

## Нагороди
Орден Богдана Хмельницького ІІІ ступеня[джерело?]
Відзнака Головнокомандувача ЗСУ «Срібний Хрест» та «Сталевий Хрест»
Нагрудний знак «Сприяння в обороні Києва»
Орден за Мужність ІІІ ступеня[джерело?]